# Ed Repka
Edward „Ed“ J. Repka ist ein US-amerikanischer Künstler aus New York, der vor allem durch die Gestaltung von Heavy- und Thrash-Metal-Schallplattencovern berühmt geworden ist. Er schloss mit cum laude die Parsons The New School for Design ab, mit einem Bachelor in Illustration.
Repka stellt seine Werke in diversen Galerien von New York bis Japan aus und verkauft diese auch dort.

## Beschreibung der Werke
Ein Großteil seiner Werke stammt aus den 1980er Jahren, da dies die Zeit war, in der er hauptsächlich tätig war. Seine Werke beschreiben meist apokalyptische Zustände oder düstere Visionen mit kriegsähnlichen, verwüsteten Schauplätzen. Seine Werke sind in einem bunten Comicstil gehalten und haben oft leicht satirische Züge.
Im Jahre 2002 wurde er künstlerischer Leiter (Artdirector) des Sammelfigurenherstellers National Entertainment Collectibles Association (NECA), für den er Skulpturen und Gemälde entwirft, aber auch eine erfolgreiche Reihe von Action-Figuren gestaltet.

## Hauptwerke
Besonders bekannt ist er durch die Illustration von „Vic Rattlehead“, dem skelettförmigen Maskottchen der Band Megadeth, das über ein Jahrzehnt lang diverse CD-Cover, Poster, T-Shirts und diverses anderes Merchandise zierte. Zudem entwarf er auch das Bandlogo von Dark Angel.

## Gestaltete Albumcover (Auswahl)
| - 3 Inches of Blood – Advance & Vanquish - Aggression – Moshpirit - Abiotx – Straight to Hell - Atheist – Piece of Time - Austrian Death Machine – Total Brutal - Austrian Death Machine – Double Brutal - The Black Zombie Procession – Mess with the Best, Die Like the Rest - Besieged – Victims Beyond All Help - Circle Jerks – VI - Deal With It – End Time Prophecies - Death – Scream Bloody Gore - Death – Leprosy - Death – Spiritual Healing - Defiance – Product of Society - Dismantle – Satanic Force - Eliminator – Breaking the Wheel - Elm Street – Barbed Wire Metal - Evil Survives – Judas Priest Live - Evil Survives – Powerkiller - Evildead – The Underworld - Evildead – Annihilation of Civilization - Faith or Fear – Instruments of Death - Fallen Man – Mercenary - Guillotine – Blood Money | - Hexen – State of Insurgency - Hirax – El Rostro de la Muerte - Holy Grail – Improper Burial - Hyades – And the Worst is Yet to Come - Hyades – The Roots of Trash - Infinite Translation – Impulsive Attack - Killjoy – Compelled by Fear - Ludichrist – Immaculate Deception - Massacre – From Beyond - Massacre – Inhuman Condition - Megadeth – Holy Wars… The Punishment Due - Megadeth – Peace Sells… But Who’s Buying? - Megadeth – Hangar 18 - Megadeth – Rust in Peace - Megadeth – Rusted Pieces - Merciless Death – Evil in the Night - Municipal Waste – Hazardous Mutation - Miss Djax – Inferno - Napalm – Cruel Tranquility - Necro – The Pre-Fix for Death - NOFX – S&M Airlines - Nuclear Assault – Game Over - Pitiful Reign – Visual Violence | - Possessed – Beyond the Gates - Ravage – The End of Tomorrow - Sanctuary – Refuge Denied - S.O.B. – Gate of Doom - Solstice – Solstice - Steelwing – Lord of the Wasteland - Suicidal Angels – Dead Again - Suicide Watch – Global Warning - Toxic Holocaust – Hell on Earth - Toxik – World Circus - Toxik – Think This - Uncle Slam – Will Work for Food - Uncle Slam – When God Dies - Untimely Demise – Full Speed Metal - Various Artists – Butchering The Beatles – A Headbashing Tribute - Various Artists – Thrash or be Thrashed – An International Tribute to Thrash - Venom – Here Lies - Vio-lence – Eternal Nightmare - Violent Playground – Thrashin Blues - Whiplash – Unborn Again - Wrathchild America – Climbin’ the Walls - Wild – Calles de fuego - Zero Down – Good Times…At the Gates of Hell - Zumbis do Espaço – Nós Viemos em Paz |